# ذهاب (فريمان)
ذهاب (بالفارسية: ذهاب) هي قرية تقع في قسم بالابند الريفي في إيران. يقدر عدد سكانها بـ 40 نسمة بحسب إحصاء 2016.